# Pedro Nolasco
Pedro Nolasco (Mas-Saintes-Puelles, 1180-Barcelona, 1256) fue un religioso occitano, fundador de la Orden de la Bienaventurada Virgen María de la Merced para la redención de cautivos.

## Biografía
Aunque se especuló sobre su natalicio en Barcelona, en 1180, según los historiadores, nació en Aquitania, región francesa, que para ese entonces era un ducado. Cuando se menciona a Barcelona es porque su familia se trasladó allí cuando nació.
En 1203 Pedro Nolasco, como seglar, iniciaba en Valencia la redención de cautivos de manos de los musulmanes. Con su propio patrimonio organizaba expediciones para negociar redenciones. Su condición de comerciante le facilitaba esa labor. Después fundó grupos para recaudar la limosna para los cautivos.
En la noche del 1º al 2 de agosto de 1218 se le apareció la Virgen pidiéndole que fundara una orden que se dedicara a la redención de los cautivos.
El Papa Gregorio IX la aprobó en 1235 y le dio la “regla de san Agustín”. Estaba compuesta por religiosos y caballeros que recibieron la institución canónica del obispo de Barcelona y la investidura militar de Jaime I. Sus miembros se obligaban, por un cuarto voto, a entregarse como rehenes para la liberación de los cautivos si no tenían el dinero necesario para su rescate. Los mercedarios pronunciaban cuatro votos: pobreza, castidad, obediencia y, cuarto, estar dispuestos a entregarse como rehenes si ése fuera el único medio de cumplir con su promesa. Muchos eran, por entonces, los cristianos capturados y vendidos como esclavos a los musulmanes de África, lo que siguió ocurriendo hasta que desapareció la piratería. Los mercedarios cumplieron con la promesa hecha y en su historia constan, perfectamente documentadas, 344 redenciones y más de 80 000 redimidos.

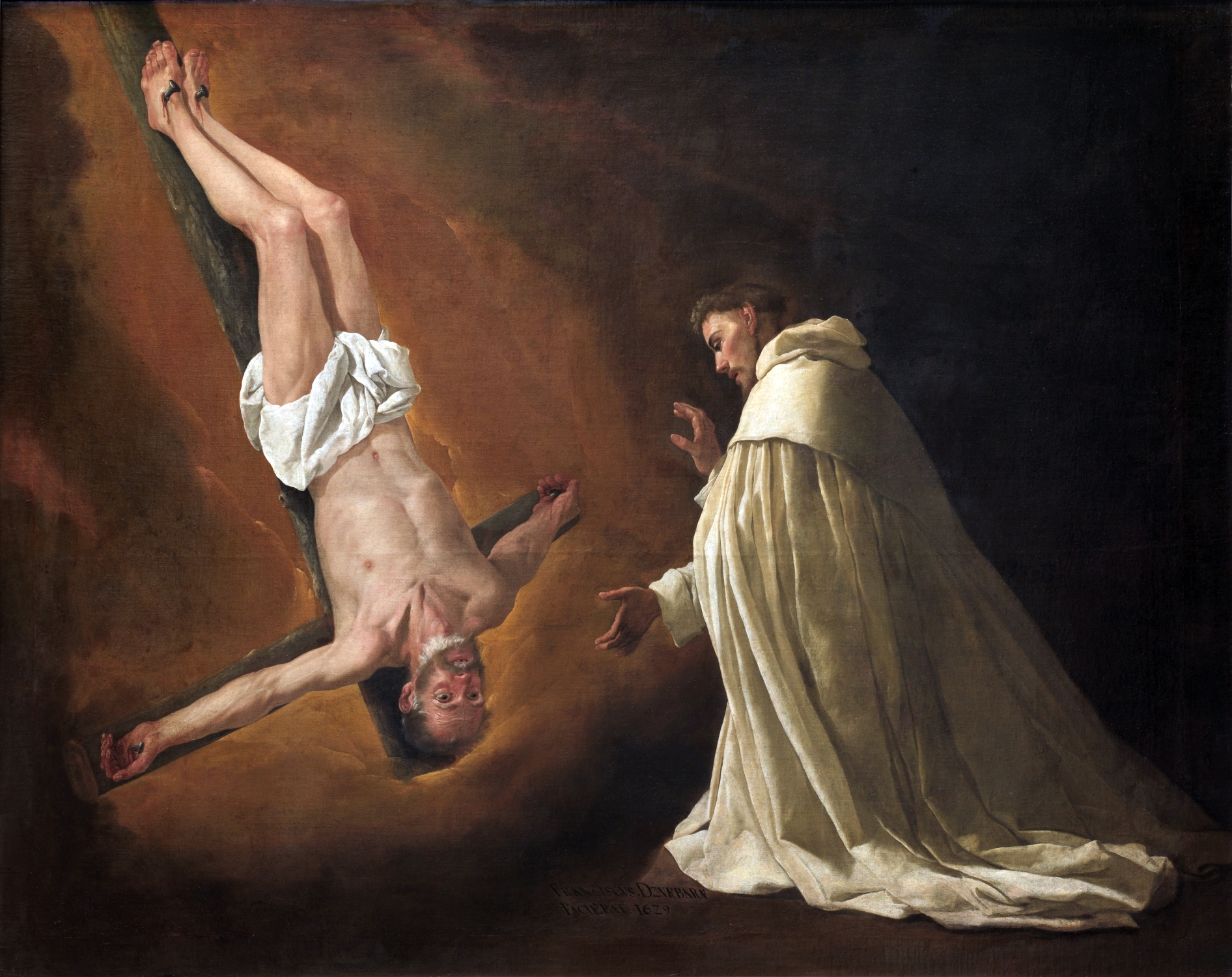
Francisco de Zurbarán, Aparición del apóstol San Pedro a San Pedro Nolasco, 1629.

En 1248, cuando Fernando III de Castilla toma la ciudad de Sevilla, Pedro Nolasco lo acompaña y, poco después, funda el Convento de la Merced Calzada de la Asunción.[cita requerida]
Pedro Nolasco fue canonizado y su fiesta se celebra el 6 de mayo. Se le representa vistiendo el hábito blanco de los mercedarios, con unas cadenas rotas que simbolizan la liberación de los cautivos, un estandarte con las armas de la Corona de Aragón, una cruz y un ramo de olivo.
Zurbarán le representó en un ciclo de cuadros para el convento de los Mercedarios de Sevilla, conservados hoy en el Museo del Prado de Madrid, y que constituyen la iconografía más conocida de este santo.
Es el Patrón de El Viso del Alcor (Sevilla) desde 1630, debido a la vinculación de esta población de los Alcores sevillanos con la orden mercedaria.